# Perumnas
Perumnas ist ein Stadtteil der osttimoresischen Landeshauptstadt Dili. Er liegt im Sucos Bairro Pite (Verwaltungsamt Dom Aleixo, Gemeinde Dili).

## Lage
Perumnas befindet sich im Nordosten vom Suco Bairro Pite. Grob liegt der Stadtteil zwischen dem Fluss Maloa im Osten, der Avenida Dom Ricardo da Silva und der Rua do Bairro Pite im Nordwesten. Im Süden geht Perumnas in den Stadtteil Ailoklaran über. Im Norden überschneidet Perumnas sich mit dem Stadtteil Bairro Pite. In etwa kann man die Aldeias Avança, Rio de Janeiro und Teile von Moris Ba Dame zu Perumnas rechnen. Der Stadtteil liegt in einer Meereshöhe von 114 m.

## Einrichtungen
In Rio de Janeiro liegt die Grundschule Bairro Pite, Bildungseinrichtung Narom und die Moschee Bairopite sowie der osttimoresischer Sitz von CARE International. In Avança befindet sich die Kapelle Perumnas und in Moris Ba Dame der Sitz der Spezialeinheit der Polizei (Companhia de Operações Especiais COE).